# Mai Phương Thúy
Dans ce nom vietnamien, le nom de famille, Mai, précède le nom personnel.
Mai Phương Thúy, née le 6 août 1988 à Hanoï, a été élue Miss Vietnam 2006. Elle est la 10e Miss Vietnam.
Elle a été classée 50e parmi les plus belles femmes du monde au concours annuel Miss Grand Slam sur globalbeauties.com en 2006.

## Biographie

### Famille et études
Mai Phương Thúy, fille de Nguyễn Phương Lan, ancienne fonctionnaire. Elle a également deux sœurs dont Mai Ngọc Phương. À l'âge de six ans, son père décède des suites d'une maladie affectant ses poumons. Elle a fait ses études au lycée Phan Dinh Phung et a été acceptée dans l'université Foreign Trade à Hanoï et l'université RMIT International. Avant de devenir Miss Vietnam, elle était membre d'une agence de mannequins qu'un ami lui a recommandé de rejoindre.

### Élection Miss Vietnam 2006
À l'âge de 19 ans, Mai Phương Thúy est élue Miss Vietnam 2006 le 26 août 2006 à Nha Trang et succède à Nguyễn Thị Huyền, Miss Vietnam 2004. Elle bat le record de la plus grande taille dans l'histoire de Miss Vietnam,.
Ses dauphines :
- 1re dauphine : Lưu Bảo Anh
- 2e dauphine : Lương Thị Ngọc Lan
- 3e dauphine : Nguyễn Thị Ngọc Anh
- 4e dauphine : Phạm Thuý Trang
- 5e dauphine : Phạm Thị Thuỳ Dương
- 6e dauphine : Trần Thị Hương Giang, candidate à Miss Monde 2009

#### Parcours
- Miss Vietnam 2006 à Nha Trang, au Viêt Nam.
- Top 17 à Miss Monde 2006 à Varsovie, en Pologne.

### Élection Miss Monde 2006
Le 30 septembre 2006, Mai Phương Thúy représente le Viêt Nam au concours de Miss Monde 2006 au Palais de la Culture et de la Science à Varsovie, en Pologne et se classe au top 17. Elle a atteint le top 20 des miss les mieux habillées. Lors du concours, elle portait la robe traditionnelle vietnamienne, l'áo dài qui a été conçu par le styliste vietnamien, Việt Hùng,.

### Carrière cinématographique
Mai Phương Thúy accepte d'incarner le rôle de Lâm Uyển Nhi, une ancienne reine de beauté vietnamienne qui a sombré dans la dépression à l'arrestation de son mari et a plongé dans la toxicomanie et la prostitution et qui est décédée des suites du VIH dans la série télévisée biographique Negative.

### Engagement humanitaire et social
Mai Phương Thúy a beaucoup voyagé pendant deux ans sous le titre de Miss Vietnam à aider des soldats blessés, des personnes âgées, des orphelins, des victimes de catastrophes naturelles ... Elle est considérée comme la plus charitable dans l'histoire de Miss Vietnam. En octobre 2006, Mai Phương Thúy se rend à l'aéroport international de Nội Bài pour partir en Pologne pour aider les victimes des inondations de l'ouragan.
En mars 2007, Mai Phương Thúy est choisie comme ambassadrice pour l'organisation Asia Injury Prevention Foundation (AIPF) avec le chanteur Đàm Vĩnh Hưng pour promouvoir le port du casque afin de réduire le nombre de victimes blessées ou décédées dans des accidents de la route. 
Depuis 2008, elle s'engage régulièrement dans les domaines de l'art comme le cinéma, les expositions et elle a suivi des cours de chant et de danse pour devenir chanteuse.
Du 6 au 13 novembre 2009, elle participe pour l'organisation Operation Smile qui organise des soins chirurgicaux gratuits pour des enfants nés avec une fente labio-palatine et d'autres défauts dans les hôpitaux de Cần Thơ et du Delta du Mékong. Elle était accompagnée de l'ambassadeur de Operation Smile au Vietnam, l'acteur Jackie Chan ainsi que de Lý Nhã Kỳ, Đàm Vĩnh Hưng et de Mỹ Tâm.
Du 20 au 21 juillet 2013, elle visite une banlieue à Hô-Chi-Minh-Ville, Go Vap où se trouve le village d'enfants SOS et rencontre la directrice de l'organisation, Mme Đặng Thị Hường. Parmi elle, d'autres personnalités connues y ont participé dont l'actrice et mannequin Ngọc Quyên, la chanteuse et actrice Thanh Ngọc, la chanteuse Trang Trần, l'acteur Hồ Vĩnh Khoa et le chanteur Hà Anh Tuấn.

## Filmographie

### Télévision
- 2009 : Negative (Âm tính) de Phương Điền : Lâm Uyển Nhi